# Le Jeu de saint Nicolas
Le Jeu de saint Nicolas  (en español, El juego de San Nicolás) es una obra de teatro escrita por Jean Bodel que trata la conversión de unos sarracenos al cristianismo.

## Contexto histórico
La cofradía de San Nicolás de Arras se la habría encargado y Jean Bodel la escribiría en torno al 1200, después del final de la tercera cruzada (1189-1192). Esta obra es la primera no litúrgica escrita en francés : es «a la vez una epopeya dramatizada, una obra de teatro realista y, en la historia del teatro, hasta un «milagro» edificante».
En la obra abundan trazos de la jerga de los mendigos de la época. «Jean Bodel de Arras [...] pone en boca de tres truanes unas intervenciones indescifrables y que parecen más que un lenguaje convencional y secreto.»

## Estructura
La estructura del Jeu de saint Nicolas se basa en la entrada y la salida de los personajes, así como por los cambios de lugar, ideada para que los espectadores de la Edad Media pudieran comprender la obra.
Hay tres lugares, indicados por el diálogo de los personajes :
1. el palacio
2. la taberna
3. la prisión del palacio.

Le Jeu de saint Nicolas, así como Courtois de Arras, una generación más tarde, obedece a dos esquemas estructurales al mismo tiempo: el relato circular y el lineal. El resultado es una convergencia de ambas : la estructura en «U», descrita por Northrop Frye. Esta teoría propone que la obra vuelve al mismo sitio en que comenzó, pero con un cambio radical de la situación.

## Los tres lugares
El palacio
Se encuentra el mundo como es y que tiene que ser salvado. En Le jeu de saint Nicolas, el mundo perdido lo representan los sarracenos (versos 1-572).  
La taberna
En medio de la pieza, se alcanza el « punto de no retorno » cuando el pregonero Connard avisa de que el tesoro está sin vigilancia.  Es en este momento en que tres ladrones deciden robarlo (versos 573-1184).
La prisión del palacio
En la prisión del palacio el rey pide que el preudhomme sea torturado y ejecutado a causa del robo del tesoro (verso 1184 -1273).
La taberna
En la taberna, las dudas y las revelaciones se conducen por el mandato de san Nicolás a los ladrones de devolver el tesoro a palacio. A modo de agradecimiento, el rey, que ha encontrado su tesoro (ahora duplicado), salva la vida del preudhomme (verso 1274-1378). Gracias a la restitución de su tesoro, el rey se convierte al cristianismo.  
El palacio
Finalmente se vuelve al estado de estabilidad en que el mundo se ha salvado, gracias a la conversión de los sarracenos (versos 1378-1533).

## Interpretaciones
Un modo de leer Le Jeu de saint Nicolas es ver una obra propagandística que anime a los ciudadanos a participar en la cuarta cruzada porque «en 1200, en el momento en que Jean Bodel escribe Le Jeu de saint Nicolas, el espíritu que animó tres cruzadas está muerto». El Ángel dice al público de Arras que tiene que imitar a los cruzados en su muerte heroica: 
C’est sur vous que tout le monde
doit prendre modèle en mourant ainsi,
car Dieu reçoit avec une grande douceur
ceux qui veulent venir avec lui.
Qui le servira de bon cœur
ne perdra jamais sa peine,
mais il sera couronné dans les cieux
de la couronne que vous avez (Bodel, líneas 475-481).
Otra lectura del Jeu de Bodel, no obstante, reconoce una llamada a una cruzada no violenta. El personaje que finalmente vencerá a los paganos y asegurará la victoria de Dios es el proudhomme, encarnación de la fe ingenua. El Ángel proclama:
Saint homme, sois joyeux, n’aie pas peur
tu convertiras le roi et délivreras ses barons
de leur folle religion, et ils seront fidèles à la foi
des chrétiens… (Bodel, líneas 550-556).

## El teatro participativo
El Jeu se termina sobre un rezo común, pronunciado por actores y público: es tanto en la comunión como la participación que se resuelve la acción, y es en esta unión entre escena y sociedad civil, entre mundo celeste y mundo terrestre que puede sentir la singularidad de la pieza. Representativa del teatro de Arras del siglo XII y anunciadora de los misterios y milagros de los siglos siguientes por su dramaturgia, presenta en el Nuevo Mundo organizado en las ciudades su propia representación idealizada. Cuando al finalizar la obra todos cantan juntos un Te Deum laudamus a san Nicolás, el teatro se convierte en liturgia civil. 

Dice Rey-Flaud: 
Au Moyen Âge le théâtre… est avant tout le domaine de l’image… [et] la vue est la sens fondamental… [Un] caractère du théâtre médiéval et donc d’être un spectacle. Mieux : un spectacle de la participation… Le théâtre au Moyen Âge met en jeu les hommes du Moyen Âge, leurs désirs, leurs peurs, leurs obsessions, leurs espoirs. Ainsi le Jeu de saint Nicolas interpelle directement les hommes d’Arras au seuil du XIII siècle et ces hommes ressentent profondément que leur vie se joue dans la pièce représentée pour eux, mais aussi avec eux… Ce public n’est donc pas passif… Le théâtre du Moyen Âge a donc eu une fonction sociale exceptionnelle… [et] le théâtre de Jean Bodel peut certes être considéré comme un miroir de la société.